# گاز ساختگی
گاز ساختگی، (به انگلیسی: Substitute natural gas) به‌اختصار: اس‌ان‌جی، (مخفف انگلیسی: SNG) گونه‌ای سوخت گازی است، که می‌توان آن را از سوخت‌های سنگواره‌ای مانند سنگ نفت یا از زیست‌سوخت‌ها استخراج نمود، همچنین گازهای ساختگی را می‌توان مانند گاز سنتز، از گازی‌سازی زغال سنگ، بدست آورد.
ارزش گرمایی این گاز در مقایسه با گاز سنتز بسیار بالاتر است، زیرا مانند گاز طبیعی، بخش عمده آن را گاز متان تشکیل می‌دهد. گاز ساختگی را می‌توان با روش لورگی نیز بدست آورد.